# Punsel
En punsel (af fr. poinçon), er en lille stålstang eller stålmejsel på ca. 50–100 mm's længde, hærdet og ofte forsynet med et præg i den ene ende, uhærdet i den anden ende (for at undgå at der springer splinter af under arbejdet), på hvilken man slår med en hammer. Der frembringes derved fordybninger i det metal, hvoraf arbejdsstykket består.
Punslen kan enten danne et element af en mere eller mindre sammensat figur eller give en hel figur, for eksempel et bogstav, et tal, en krone, et hjerte osv., hvormed genstanden stemples enten til forsiring, for at betegne fabrikanten, angive metallets lødighed eller som kontrol med detalje-, figur- eller talpunsler. En vigtig anvendelse af punsler er til drivning, hvor figurer kan drives frem (fortrinsvis) fra bagsiden med punsler, se også ciselering. Punsler af stål eller nylon kan benyttes i forbindelse med indfatning af solidere smykkesten.
Ru punsler kan også anvendes inden for den grafiske teknik punktstik.